# Phascolosomatidea
Phascolosomatidea là một lớp của ngành Sipuncula chứa hai bộ.
Các móc của chúng được sắp xếp theo hình vòng tròn.

## Bộ
- Aspidosiphonida chứa một họ Aspidosiphonidae
- Phascolosomatida chứa một họ Phascolosomatidae